# Vauclusotte
Vauclusotte település Franciaországban, Doubs megyében. Lakosainak száma 77 fő (2022. január 1.). Vauclusotte Valoreille, Belleherbe, Cour-Saint-Maurice és Orgeans-Blanchefontaine községekkel határos.

## Népesség
A település népessége az elmúlt években az alábbi módon változott:
| Lakosok száma | 147  | 139  | 123  | 101  | 98   | 94   | 87   | 84   | 82   | 77   |
|               | 1968 | 1982 | 1990 | 2006 | 2013 | 2015 | 2017 | 2019 | 2020 | 2022 |